# Orthostatische tremor
Een orthostatische tremor (OT) is een zeldzame neurologische aandoening die gekenmerkt wordt door onwillekeurige trillingen in de benen als de patiënt rechtop stilstaat. De aandoening komt iets meer voor bij vrouwen dan bij mannen en treedt meestal op tussen het 35e en het 70e levensjaar. De term 'orthostatische tremor' is in 1984 voor het eerst beschreven door Kenneth M. Heilman, maar Pazzaglia et al. beschreven in 1970 ook al drie patiënten met vergelijkbare klachten.
De aandoening komt waarschijnlijk veel meer voor dan dat er daadwerkelijk deze diagnose wordt gesteld.

## Symptomen
De aandoening is doorgaans ongevaarlijk maar kan wel zeer hinderlijk zijn. Het belangrijkste symptoom is een snelle (typisch 12-20 Hz) tremor die in beide benen optreedt als de patiënt stilstaat, en die meteen weer grotendeels of geheel is verdwenen zodra de patiënt gaat zitten, liggen of lopen. Dit heeft een gevoel van onzekerheid tot gevolg, en angst om te vallen. Bij sommige patiënten treedt de tremor ogenblikkelijk op zodra ze gaan stilstaan; bij anderen ontstaat hij wat later, bijvoorbeeld na enkele minuten. Vaak treedt de tremor niet alleen in de benen maar ook in de romp en/of armen op, en soms zelfs ook in de aangezichtsspieren. De aandoening kent een progressief beloop. Meestal is hij jarenlang door anderen niet te zien en blijft dan vaak onopgemerkt, totdat hij erger wordt en niet meer verborgen gehouden kan worden.

## Diagnostiek
De diagnose wordt gesteld op basis van neurologisch onderzoek waarbij andere oorzaken worden uitgesloten. Vaak wordt daarbij een elektromyogram (EMG) gemaakt. Als met een stethoscoop naar het aangedane lichaamsdeel wordt geluisterd, hoort men een geluid dat aan dat van een helikopter doet denken.

## Oorzaken
Bij de primaire of idiopatische orthostatische tremor is de oorzaak onbekend, net als bij de essentiële tremor, die er mogelijk aan gerelateerd is. In enkele gevallen (ongeveer 5%) is een familiaire relatie beschreven, wat zou kunnen inhouden dat er erfelijke factoren een rol spelen. De tremor in de benen is meestal coherent en treedt altijd dubbelzijdig op, wat erop duidt dat de oorzaak in het centrale zenuwstelsel gezocht moet worden. Veel onderzoeken wijzen in de richting van een afwijking in de kleine hersenen. Het is overigens goed mogelijk dat er niet één oorzaak is, maar dat er eigenlijk sprake is van meerdere verschillende aandoeningen die ongeveer dezelfde symptomen hebben.
In de meeste gevallen treedt OT op zonder dat er een onderliggende oorzaak gevonden kan worden, maar soms komt het voor in combinatie met andere ziektebeelden, bijvoorbeeld bij tal van andere neurologische aandoeningen waaronder de ziekte van Parkinson en hersenletsels. Men spreekt dan van een secundaire orthostatische tremor.

## Behandeling
Er is geen methode bekend om de aandoening te genezen. Wel kan geprobeerd worden de symptomen te verminderen. Primair kunnen leefregels helpen, waarbij vermeden wordt om stil te staan, bijvoorbeeld door altijd een (klap)stoeltje of zitstok bij de hand te hebben. Soms kan het helpen om af te vallen.
Meerdere medicijnen zijn met succes toegepast. Met name benzodiazepinen blijken effectief, alsmede anti-epileptica. Ondanks dat uitvoerige onderzoeksresultaten niet beschikbaar zijn, lijken clonazepam en gabapentine het meest succesvol te zijn. In tegenstelling tot bij de essentiële tremor, helpen bètablokkers niet bij OT.
Bij zeer ernstige en invaliderende gevallen wordt ook wel diepe hersenstimulatie toegepast.